# Festival de la canción política
El Festival de la canción política (en alemán: Festival des politischen Liedes) fue uno de los mayores eventos de música en la República Democrática Alemana (RDA).
Fue fundado en el Club de octubre a principios de 1970, y se celebra cada año en febrero en un evento oficial de la Juventud Libre Alemana (FDJ) en su sede al este de Berlín.
En 1980, se fundó una oficina para la organización del Festival, la cual fue en gran medida realizada a través de honorarios. El festival ha contado con la participación de artistas de más de 60 países, incluyendo celebridades como Mikis Theodorakis, Miriam Makeba, Quilapayún, Inti Illimani, Silvio Rodríguez, Gabino Palomares, Mercedes Sosa, Canzoniere delle Lame y Pete Seeger, entre otros.
Después del colapso de la RDA, el festival perdió su función, así como su infraestructura cultural. Para continuar el evento, en 1991 se llevó a cabo como el festival de "Nueva canción política". La asociación se disolvió en 1995 debido a problemas financieros.
En 2000, un pequeño festival reinició la costumbre bajo una bandera política diferente. La mascota de la fiesta fue un gorrión rojo llamado Oki. El nombre deriva del Club octubre (Oktoberklub).

## Álbumes
Las realizaciones del festival fueron las siguientes, la mayoría de las cuales resultó un álbum en directo:
| Año  | Álbum                               |
| ---- | ----------------------------------- |
| 1970 | 1. Festival des politischen Liedes  |
| 1971 | 2. Festival des politischen Liedes  |
| 1972 | 3. Festival des politischen Liedes  |
| 1974 | 4. Festival des politischen Liedes  |
| 1975 | 5. Festival des politischen Liedes  |
| 1976 | 6. Festival des politischen Liedes  |
| 1977 | 7. Festival des politischen Liedes  |
| 1978 | 8. Festival des politischen Liedes  |
| 1979 | 9. Festival des politischen Liedes  |
| 1980 | 10. Festival des politischen Liedes |
| 1981 | 11. Festival des politischen Liedes |
| 1982 | 12. Festival des politischen Liedes |
| 1983 | 13. Festival des politischen Liedes |
| 1984 | 14. Festival des politischen Liedes |
| 1985 | 15. Festival des politischen Liedes |
| 1986 | 16. Festival des politischen Liedes |
| 1987 | 17. Festival des politischen Liedes |
| 1988 | 18. Festival des politischen Liedes |
| 1989 | 19. Festival des politischen Liedes |
| 1990 | 20. Festival des politischen Liedes |

En 1973 no se realizó el festival. En su lugar, se llevó a cabo el Festival PLX 1973 (Political Songs of the 10th World Festival).

### Compilaciones
- 1977 - Rote Lieder 70-76
- 1980 - Zehnkampf - Festival des politischen Liedes 1970-1980